# Chuchoteur
Pour les personnages de bande dessinée, voir The Walking Dead (comic)#Les chuchoteurs.
Un chuchoteur (à ne pas confondre avec l'éthologue équin, qui est un scientifique spécialiste du comportement animal) est un éducateur ou rééducateur de chevaux qui utilise des méthodes basées sur la compréhension du comportement du cheval, et s'inspire de l'éthologie équine. C'est aussi un enseignant d'équitation éthologique.

## Description
Le terme « chuchoteur » a été inventé et popularisé au XIXe siècle par et pour Daniel Sullivan « the Irish Whisperer », un Irlandais qui a travaillé sur la guérison de chevaux rendus rétifs à la suite d'accidents ou de mauvais traitements. 
Si ces méthodes paraissent nouvelles, la raison est davantage à trouver dans l'oubli dont est frappée l'histoire équestre qu'en raison de la nouveauté des pratiques préconisées. Le traité de Xénophon sur l'équitation préconise déjà de traiter son cheval avec douceur et justice.
Les chuchoteurs (horse whisperers) ont élaboré des méthodes qui se caractérisent par une approche sans violence ni contrainte excessive, prenant en compte la nature du cheval. Ces pratiques, d'abord empiriques, ont pu progresser grâce aux recherches en éthologie équine et sur les comportements naturels de l'animal. 
Nicholas Evans, dans son livre The Horse Whisperer paru en 1995, a découvert ce terme grâce à un maréchal-ferrant américain. Les chuchoteurs ont été rendus célèbres en France grâce au film tiré par Robert Redford du livre de Evans, L'Homme qui murmurait à l'oreille des chevaux, sorti en 1998 au cinéma.

## Chuchoteur et éthologue
Il est important de ne pas confondre le chuchoteur et l'éthologue. Le chuchoteur est une personne qui met en pratique directement sur les chevaux les méthodes d'équitation douce, souvent inspirées des travaux des éthologues ou de sa propre observation personnelle. Le chuchoteur n'est pas un scientifique. À noter exceptionnellement que Andrea Fappani, chuchoteur, est aussi spécialiste de l'éthologie du cheval.
L'éthologue équin est un scientifique qui a étudié le comportement du cheval selon des protocoles précis d'observation, et qui peut être, selon ses objectifs, amené à tester de nouvelles méthodes. Ces méthodes pourront elles-mêmes être utilisées par des chuchoteurs. Certains pratiquent les deux métiers, tel que Marthe Kiley Worthington, éthologue anglaise  mondialement reconnue, qui organise régulièrement des stages d'équitation comportementale. En France, Claudia Feh est l'éthologue équine la plus connue[réf. nécessaire] pour son travail de sauvegarde et de ré-introduction du cheval de Przewalski.